# Claudia Balková
Claudia Balková, nepřechýleně Claudia Balko (* 1962) je německá divadelní, filmová a muzikálová herečka a zpěvačka.

## Život
Narodila se v Berlíně a v letech 1984–1987 studovala na Univerzitě umění v Berlíně. V letech 1984–1994 hrála v berlínském divadle GRIPS a členských divadlech. Je spoluautorka komedie Die Spitzen Spritzen (UFA-Fabrik, režie Herman Vinck). V roce 1995 hrála v německém seriálu Kobra 11 v 1. sérii policistku Anju Heckendornovou.
Také zpívá šansony a účinkuje v muzikálech, je mezzosopranistka.
Měří 174 cm, má tmavě blond až hnědé vlasy a modré oči. Mluví německy, plynně anglicky, má základní znalosti z francouzštiny a mluví berlínským (nativním) dialektem. Ovládá moderní tanec, balet, jazz tanec a step. Má ráda inline bruslení a skate.
Má dvě dcery, narozené v letech 1996 a 1999.
Žije[kdy?] v Berlíně.

## Filmografie
Hrála ve filmech:
- 1984: 45 Fieber – Die Vier aus der Zwischenzeit (epizoda: Episode #1.1)
- 1987: Molle mit Korn
- 1987: Der Liebe auf der Spur
- 1987: Rosinenbomber
- 1989: Ab heute heisst du Sarah
- 1989: Siebenstein
- 1990: Alles offen
- 1992: Alles Lüge
- 1992: Scheibenwischer
- 1993–1994: Místo činu (Tatort)
- 1996: 5 Stunden Angst – Geiselnahme im Kindergarten
- 1995: Kobra 11
- 1997: Případ pro dva (Ein Fall für zwei (epizoda: Bis aufs Blut))
- 1997: Im Namen des Gesetzes
- 1998: Für alle Fälle Stefanie
- 1998: Zwei Allein
- 1998: Praxis Bülowbogen
- 2000: Für alle Fälle Stefanie
- 2001: Edel und Starcková (Edel und Starck)
- 2001: Streit um Drei
- 2002–2003: Schloss Einstein
- 2004: Eine unter Tausend
- 2005: Poslední svědek (Der letzte Zeuge (epizoda: Die Sensationsreporterin))
- 2005: Schloss Einstein

## Divadlo
Měla divadelní angažmá:
- Gastverträge an der TRIBÜNE
- 1987–1994: Grips Theater Berlin
- 1998: Tribüne Berlin
- 1999: Grips theater
- 2000–2003: Grips Theater Berlin
- 2002–2003: Berliner Staatspoperette
- 2005–2006: Musiktheater Atze
- 2001: Theater am Kurfürstendamm, Berlin
- 2002–2006: Theater Strahl
- 2006–2010: Grips Theater Berlin
- 2009–2010: Grips Theater Berlin

## Hlasové aktivity
Účastnila se na projektech:
- 2006: Glücksstadt, rozhlasová hra, režie Dirk Schmoll
- 2007: Kein Tanz, kein Kuss, rozhlasová hra, vydavatel Der Audio Verlag[8]
- 2009: Hörpol, audioprůvodce, režie Hans Ferenz